# Farra di Soligo
Farra di Soligo es una localidad y comune italiana de la provincia de Treviso, región de Véneto, con 7.877 habitantes.

## Evolución demográfica
| Gráfica de evolución demográfica de Farra di Soligo entre 1861 y 2001 |
|                                                                       |
| Fuente ISTAT - elaboración gráfica de Wikipedia                       |